# 장대나물
장대나물은 배추과의 두해살이풀이다. 깃대나물이라고도 하며, 북반구의 온대에서 난대까지 널리 분포한다.

## 생태
산과 들의 양지에서 자란다. 전체가 분백(粉白)을 띠고 위쪽에서 털이 없다. 줄기는 높이 70-100cm이고 때로는 가지가 갈라진다. 근생엽은 거꿀바소꼴이고, 줄기잎은 좁은 달걀꼴로 잎자루가 없고 어긋난다. 4-6월에 가늘고 긴 총상꽃차례를 이루며 황백색을 띤 꽃이 피는데 꽃잎은 4개이다. 열매는 긴 핵과(核果)로 길이 4-7cm이고 꽃차례의 축을 따라 곧게 서며 씨앗은 길이 0.8mm로 2줄로 나란하다.

## 쓰임새
어린순을 나물로 먹는다.

## 사진

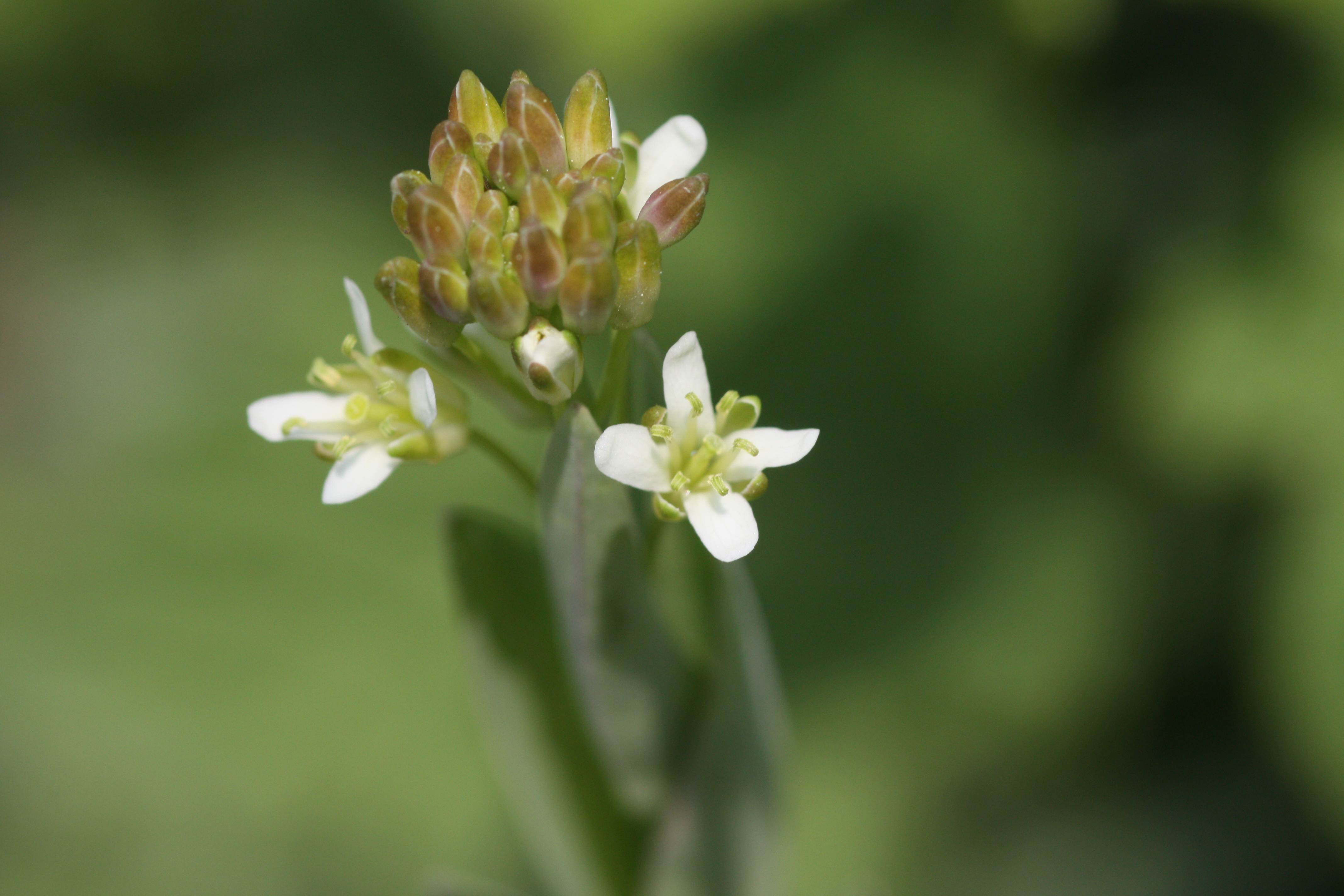
꽃
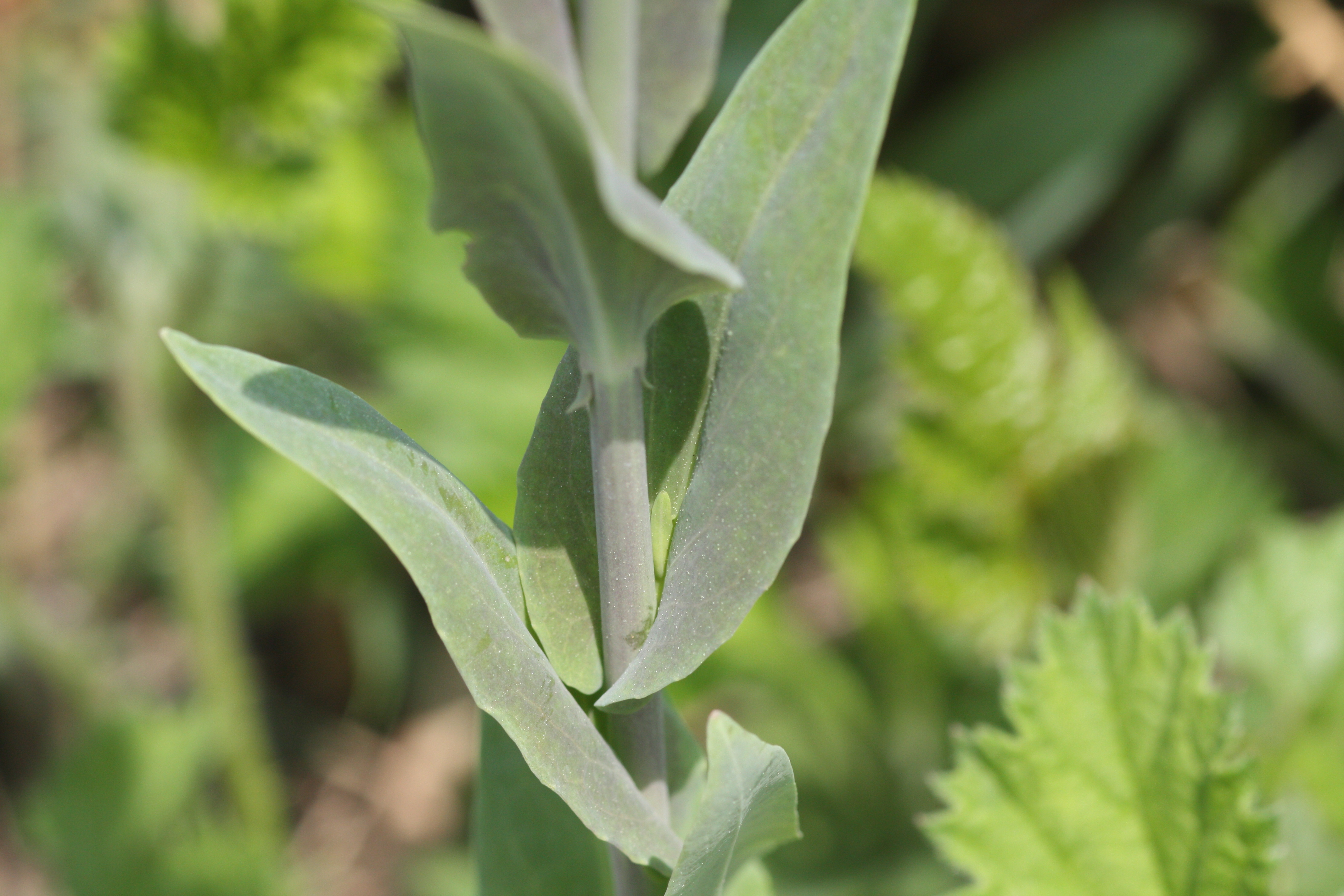
잎줄기
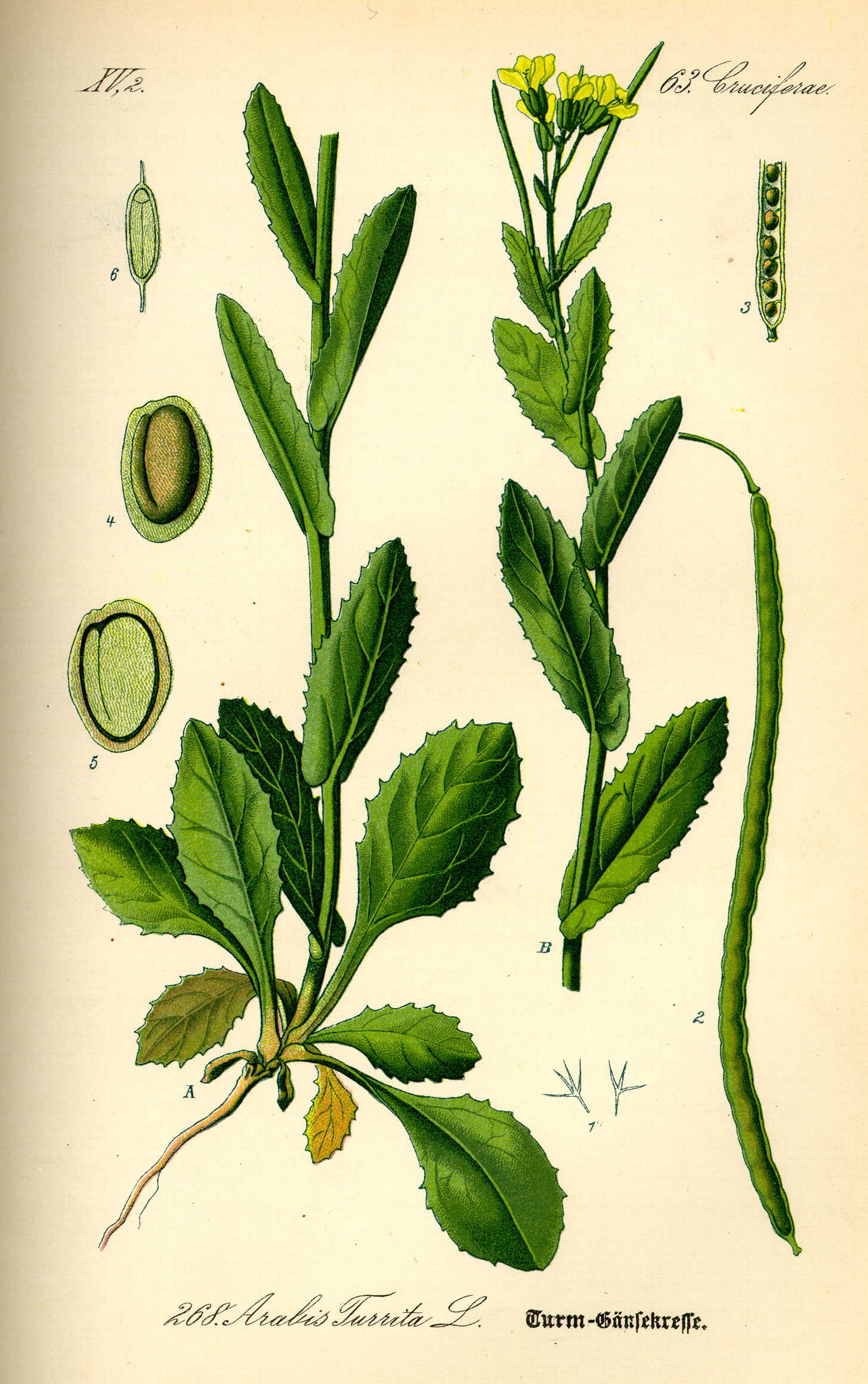
그림